# Radim Jež
PhDr. Radim Jež, Ph.D., (* 14. srpna 1982 Třinec) je český historik zabývající se dějinami Slezska v raném novověku, zejména problematikou politického a společenského postavení posledních těšínských Piastovců mezi aristokracií ze zemí Koruny české, dále pomocnými vědami historickými a edicemi archivních pramenů. Je tajemníkem časopisu Těšínsko. V roce 2010 se stal vítězem mezinárodní vědecké soutěže „Ochrana a konzervace těšínského písemného dědictví“.

## Výběr z publikací
- Listiny těšínských knížat renesančního věku. Rekonstrukce knihy „Matrica privilegiorum ab anno 1558“. Studie o Těšínsku 19. Český Těšín : Muzeum Těšínska 2010, 383 s. ISBN 978-80-86696-14-0.
- Korespondence posledních těšínských Piastovců (1524-1653) z archivních fondů České republiky a města Cieszyn. (Úvod do problematiky, stav poznání a možnosti využití). In Müller, K. – Spyra, J. (edd.): Studia z dziejów kultury piśmienniczej na Śląsku Cieszyńskim. 1. vyd. Cieszyn : Książnica Cieszyńska w Cieszynie, 2010. od s. 12-131, 120 s. ISBN 978-83-927052-5-3.
- "Velcí" těšínští Piastovci. Politické kariéry Kazimíra II. (+1528) a Václava III. Adama (+1579). In Jež, R. - Pindur, D. (edd.): Těšínsko v proměnách staletí. Sborník přednášek z let 2008-2009 k dějinám Těšínského Slezska. 1. vyd. Český Těšín : Muzeum Těšínska - Matice slezská, 2010. od s. 57-70, 14 s. ISBN 978-80-86696-12-6.
- Dvojí konverze v rodině posledních těšínských Piastovců. K motivacím změny konfese knížete Václava III. Adama (1524-1579) a Adama Václava (1574-1617). Studia comeniana et historica : časopis Muzea J.A. Komenského v Uherském Brodě pro komeniologii, historii 16., 17. a 18. století a regionální dějepis moravsko-slovenského pomezí, Uherský Brod : Muzeum J. A. Komenského, 39, 81-82, od s. 95-112, 18 s. ISSN 0323-2220. 2009.
- Sekretní pečeti pod papírovým krytem těšínského knížete Kazimíra II. Genealogické a heraldické informace., Brno : Moravská genealogická a heraldická spol., 2008, 13 (28), od s. 119-126, 8 s. ISSN 0862-8963. 2009.
- Slavnosti na dvorech těšínských knížat renesančního věku. Těšínsko : vlastivědný časopis, Český Těšín : Muzeum Těšínska, 52, 4, od s. 1-10, 10 s. ISSN 0139-7605. 2009.
- „… oznámili sú, jakž Bartka Šestáka zabili…“. K dějinám městského trestního práva na Těšínsku v raném novověku. Sborník Státního okresního archivu Frýdek-Místek, 10, 2009, od s. 9-34. ISSN 1214-6951. 2009 (spolu s Davidem Pindurem).  Archivováno 18. 7. 2020 na Wayback Machine.
- Zanik klasztoru benedyktyńskiego w Orłowej w drugiej połowie XVI wieku. Kalendarz Śląski 2010, Český Těšín : ZG PZKO, ISBN 978-80-87281-03-1, 46, od s. 123-127, 5 s. 2009.
- Odhady majetků měšťanů v Opolsko-Ratibořském knížectví z roku 1544. Edice. Opava : Středisko pro vydávání historických pramenů Opava, 2008. 51 s. Prameny k dějinám Slezska 12. ISBN 978-80-86224-70-1.
- Neznámý rukopis Kaufmannovy kroniky a dalších historických prací tohoto typu pro oblast Těšínska z fondů Moravského zemského archivu v Brně. In Janusz Spyra (ed.): Kronikarz a historyk. Atuty i słabości regionalnej historiografii. Materiały z konferencji naukovej. Cieszyn 20-21 września 2007. Cieszyn : Książnica Cieszyńska, 2007. od s. 171-199, 29 s. ISBN 978-83-914331-9-5.
- Inventář pozůstalosti Václava Skrbenského z Hříště a na Šenově z roku 1590. Sborník Státního okresního archivu Frýdek-Místek, Frýdek-Místek, 2007, 8, od s. 28-44, 17 s. ISSN 1214-6951. 2007.[nedostupný zdroj]
- Jan z Pernštejna ve sporu o Opolsko-Ratibořsko ve 30. a 40. letech 16. století. Východočeský sborník historický, Pardubice : Východočeské muzeum v Pardubicích, 2007, 14, od s. 69-85, 17 s. ISSN 1213-1733. 2007.

## Osobní život
Od roku 2012 je ženat s Lenkou, roz. Bichlerovou, vnučkou politika Antonína Bichlera.